# Amanzia
Amanzia (na počest švýcarského geologa Amanze Gresslyho) byl rod sauropodního dinosaura z kladu Turiasauria, žijícího v období svrchní jury (geologický stupeň kimmeridž, asi před 157 až 152 miliony let) na území dnešního Švýcarska.

## Objev a popis
Fosilie tohoto dinosaura byly objeveny již v 60. letech 19. století v oblasti Moutier na severozápadě Švýcarska (v sedimentech souvrství Reuchenette). Původně byl popsán jako teropod "Megalosaurus meriani", protože zde byly objeveny také fosilní zuby teropoda. V roce 1922 německý paleontolog Friedrich von Huene poznal, že se jedná o sauropodního dinosaura a pojmenoval jen Ornithopsis greppini. O pět let později pak stejný vědec stanovil nové rodové jméno Cetiosauriscus. Na dlouhou dobu pak byl tento dinosaurus označován jako nomen dubium, teprve v roce 2020 byl formálně popsán pod novým rodovým jménem Amanzia greppini. Rodové jméno je poctou švýcarskému geologovi a paleontologovi Amanzu Gresslymu (1814-1865).
Jednalo se o menšího zástupce kladu Eusauropoda (ale nikoliv Neosauropoda) o délce do 10 metrů. Byl to tedy menší zástupce sauropodů.